# Villa Amalia (Ferrara)
Villa Amalia è un edificio in stile liberty che si trova in viale Cavour a Ferrara.

## Storia
La villa venne progettata e realizzata nel 1905 dall'ingegnere Ciro Contini per conto di Paolo Santini, imprenditore attivo nell'industria metallurgica. L'edificio deve il suo nome ad Amalia Torri, moglie del committente e ricca latifondista di Bondeno.
La parte della città che comprende sia viale Cavour sia i nuovi quartieri sorti a sud e che anticamente erano occupati da Castel Tedaldo e poi dalla Fortezza furono interessati nel primo dopoguerra dall'Addizione Contini.

## Descrizione
L'edificio era composto da un piano seminterrato, da un piano rialzato di rappresentanza, da un primo piano occupato dalle camere padronali e da un secondo piano adibito ad alloggi della servitù.